# Гомер, Ян
Ян Гомер (словац. Ján Homér; род. 11 декабря 1980 года, Дубница-над-Вагом, Чехословакия) — словацкий хоккеист, защитник. Выступает за клуб «Дубница» в Словацкой первой хоккейной лиге.

## Карьера
Выступал за ХК «Дубница», ХК «Злин», «Горацка Славия» (Тршебич), ХК «Простеёв», «Дукла» (Тренчин), ХК «Скалица», СХК «Пиештяни», ХК «Кошице», «Неман» (Гродно), «Сарыарка» (Караганда), «Буран» (Воронеж), ХК «Банска-Бистрица», МсХК «Жилина», ХКм «Зволен», «Заале Буллз» (Галле), ГКС (Ястшембе). С сезона 2019/2020 играет в первой словацкой лиге за родную «Дубницу».
В Словацкой экстралиге провёл 530 матчей, набрал 191 очко (59 шайб + 132 передачи), в Чешской экстралиге — 102 матча, 11 очков (2+9), в Польской лиге — 67 матчей, 37 очков (14+23), в Высшей российской лиге (ВХЛ) — 116 матчей, 32 очка (6+26), в чемпионате Белоруссии — 53 матча, 29 очков (12+17).
В составе национальной сборной Словакии провел 11 матчей (1 гол).

## Достижения
- Чемпион Словакии (2004, 2010, 2011)
- Чемпион Белоруссии (2013)
- Чемпион ВХЛ (2014)
- Обладатель кубка Польши (2018)
- Серебряный призёр Словацкой экстралиги (2007, 2012)
- Бронзовый призёр Чешской экстралиги (2002)